# Wyandot
El Wyandot és una llengua iroquesa parlada tradicionalment pel poble conegut tradicionalment com a wyandots, hurons, Wyandotte o Wendat. Els seus últims reductes són Sandwich (Ontario), i Wyandotte (Oklahoma). Els lingüistes han considerat tradicionalment el wyandot com un dialecte o forma moderna del wendat.
El wyandot essencialment s'ha "extingit" com a llengua parlada fa gairebé un segle, tot i que ara hi ha intents de revitalització. La Nació Wyandotte d'Oklahoma està oferint classes de wyandot a les Escoles Públiques de Wyandotte, als graus K-4, i també en el programa preescolar de la Nació Wyandotte. La Comunitat Wendat del Quebec està oferint classes per a adults i nens en l'idioma wendat a la seva escola a Wendake.

## Història
Tot i que tradicionalment s'equipara amb o és vist com un dialecte de l'iroquès, el wyandot s'ha fet tan diferenciat com per ser considerat una llengua diferent. Aquest canvi sembla haver passat en algun moment entre mitjan segle xviii, quan el missioner jesuïta Pierre Potier (1708-1781) va documentar el dialecte Petun dels wendat al Canadà, i la meitat del segle xix. En el moment en què l'etnògraf Marius Barbeau va fer les seves transcripcions de la llengua Wyandot a Wyandotte (Oklahoma), en 1911-1912, s'havia divergit prou com per ser considerada un llenguatge independent.
Les diferències significatives entre wendat i wyandot en fonologia diacrònica, prefixos pronominals, i lèxic desafien l'opinió tradicional que el wyandot és wendat modern. La història suggereix que les arrels d'aquest llenguatge són complexes; els avantpassats dels wyandot eren refugiats de diverses tribus huronianes que es van unir per formar una tribu. Després de ser desplaçades de la seva llar ancestral al Canadà a la badia de Geòrgia, el grup va viatjar cap al sud, primer a Ohio i després a Kansas i Oklahoma. Com molts dels membres d'aquest grup eren Petun, alguns erudits han suggerit que el Wyandot pot estar més influenciat per Petun que ser descendent del Wendat.
El treball de Marius Barbeau fou usat pel lingüista Craig Kopris per reconstruir el Wyandot; ha desenvolupat una gramàtica i un diccionari de la llengua. Aquest treball representa la investigació més àmplia realitzada en l'idioma wyandot que es parlava a Oklahoma just abans de la seva extinció (o la seva "dormició", com se'n refereixen els membres de les tribus modernes).

## Fonologia

### Consonants
L'inventari fonològic de les consonants s'escriu usant l'ortografia Kopris emprada en la seva anàlisi, que es basava en les transcripcions de Barbeau. El símbol alfabet fonètic internacional (IPA) està escrit en parèntesi després en els casos en què l'ortografia difereix de l'IPA. Els seguidors de Kopris enumeren els llocs d'articulació de les consonants, amb l'advertiment que això no era una distinció feta per Barbeau.
(m) es col·loca en parèntesi, perquè apareix com un al·lòfon de /w/ en gairebé tots els casos, encara que la seva presència no sempre pot ser explicat d'aquesta manera. La presència d'una sola oclusiva sonora, /d/, contrastant amb l'oclusiva sorda /t/, fa el Wyandot inusual entre les llengües iroqueses, cap de les quls té una distinció sonora. En Wyandot /d/ i /n/ són cognats amb /n/ en altres llengües iroqueses del Nord. Tot i que es podria argumentar que els dos estan en variació lliure, en la majoria dels casos es troben en distribució complementària i el contrast clarament, com en els parells mínims da (‘que; el; qui’) i na (‘ara; aleshores'). L'ambigüitat de la relació entre /d/ i /n/ sembla indicar que les dues són en el procés d'una escissió de fonemes que encara no s'havia completat a principis del segle xx.
Una altra característica única de Wyandot és la presència de la fricativa sonora /ž/, creant un contrast /š ž/ tot i que la llengua no té un contrast corresponent /s z/. El fonema /k/ també té contrapart sonora.
Les consonants en Wyandot poden aparèixer en grups. Els grups de consonants a inici de paraula poden ser de fins a tres consonants llargues, grups mitjans fins a quatre consonants llargues i grups finals només dues consonants llargues.

### Vocals
Les transcripcions originals de Barbeau contenien gran detall i un complex sistema de signes diacrítics, el que resulta en 64 caràcters vocàlics diferents. Mitjançant l'eliminació d'al·lòfons, Kopris els va reduir a una llista de sis fonemes, a més del fonema marginal /ã/.
|         | Frontal | Posterior |
| ------- | ------- | --------- |
| Alta    | i       | u         |
| Mitjana | ɛ̃       | ɔ̃         |
| Baixa   | e       | a         |

Altres anàlisis de la mateixa data de Barbeau suggereixen que la força vocàlica és contrastiva en wyandot, com en altres llengües iroqueses.

## Wyandot i Wendat avui
Membres de la Nació Wyandotte, amb seu a Wyandotte (Oklahoma), estan promovent l'estudi del wyandot com a segona llengua entre els seus membres com a part d'un renaixement cultural. Des e 2005, Richard Zane Smith (Wyandot) ha estat ensenyant com a voluntari a les escoles de Wyandotte amb l'ajuda del lingüista Craig Kopris.
El treball lingüístic també s'està fent en l'estretament relacionat wendat. L'antropòleg John Steckley va informàr erròniament en 2007 que era "l'únic parlant" (no natiu) de Wendat. Diversos estudiosos Wendat tenen graus en llengua wendat i han participat activament com a lingüistes en la Comunitat Wendat al Quebec. A Wendake (Quebec), els pobles de les Primeres Nacions estan treballant en un renaixement de la llengua i la cultura. El llenguatge s'està introduint en les classes d'adults i a l'escola primària del poble. El lingüista Megan Lukaniec (wendat) ha estat fonamental per ajudar a crear plans d'estudi, infraestructura i materials en els programes d'idiomes a Wendake.
La llengua wendat s'escriu en alfabet llatí. Encara que està basat en l'ortografia dels missioners jesuïtes del segle xvii, l'ortografia actual ja no utilitza les lletres gregues θ per [tʰ], χ per [kʰ], ͺ per [ç], o ȣ per [u] i [w]. El missioner jesuita Jean de Brébeuf va escriure les lletres del seu original himne nadalenc "Huron Carol" en Wendat en 1643.
Exemples de Wendat:
- Seten-Stop, usat en senyals de carrer (amb arrêt) en algunes reserves Huron, com Wendake a Quebec.
- Skat-Un
- Tindee-Dos
- Shenk-Tres
- Anduak-Quatre
- Weeish-Cinc
- Sandustee-Aigua